# Luxiaria lioptera
Luxiaria lioptera là một loài bướm đêm trong họ Geometridae.